# Agrodiaetus deebi
Agrodiaetus deebi är en fjärilsart som beskrevs av Larsen 1974. Agrodiaetus deebi ingår i släktet Agrodiaetus och familjen juvelvingar. Inga underarter finns listade i Catalogue of Life.